# Anidulafungină
Anidulafungina este un antifungic din clasa echinocandinelor, fiind utilizat în tratamentul unor micoze. Calea de administrare disponibilă este intravenoasă.

## Utilizări medicale
Anidulafungina este utilizată în tratamentul următoarelor infecții fungice: candidemie sau alte infecții candidozice invazive și aspergiloză.